# Salmo 121

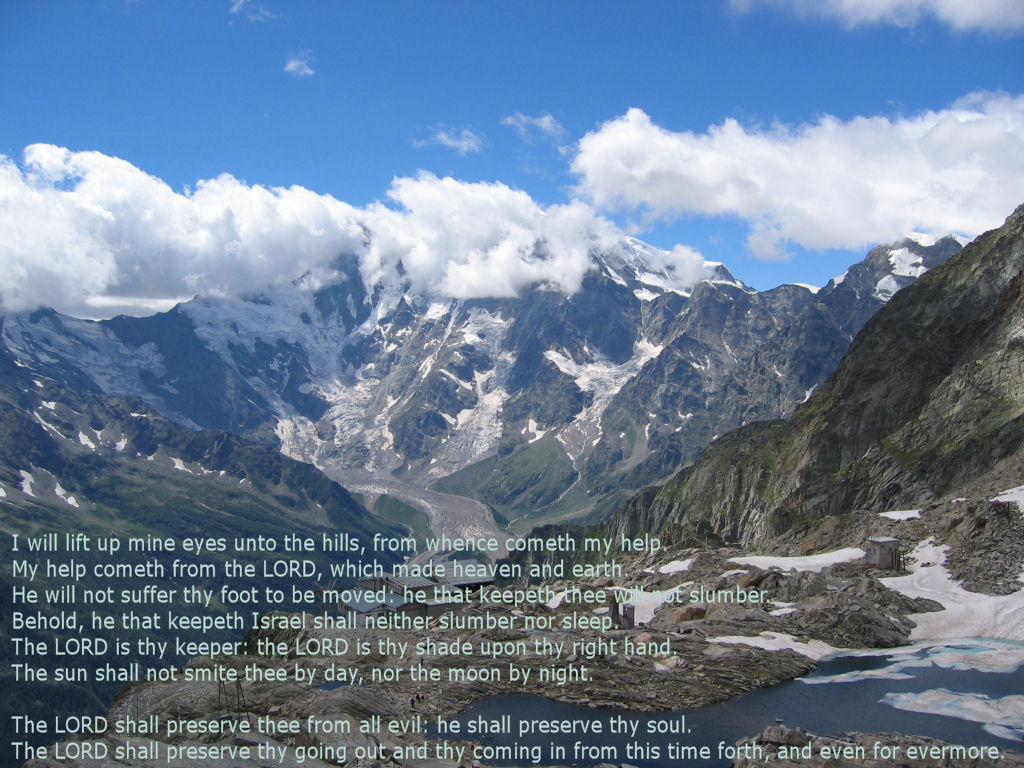
Mirando a las montañas es el pensamiento inicial del Salmo 121

El Salmo 121 es el salmo 121 del Libro de los Salmos, que comienza en inglés en la versión de King James: «Alzaré mis ojos a los montes, de donde vendrá mi socorro». En el sistema de numeración ligeramente diferente utilizado en las traducciones griega Septuaginta y latina Vulgata de la Biblia, este salmo es el Salmo 120. En latín, se conoce como Levavi oculos meos in montes.
Es uno de los 15 salmos categorizados como Canto de los ascensos (Shir Hama'alot), aunque a diferencia de los demás, comienza con Shir LaMa'alot (Un canto a los ascensos). El salmo está estructurado como un diálogo, con su pregunta inicial, «¿De dónde viene mi ayuda?», a la que responde, posiblemente en un entorno de templo, el sacerdote.
El salmo forma parte habitual de las liturgias judía, católica, luterana, anglicana y otras protestantes. Se ha puesto música en varios idiomas. Felix Mendelssohn lo utilizó para Hebe deine Augen auf, un trío de su oratorio de 1846 Elijah. Leonard Bernstein utilizó el salmo en su Misa.

## Texto

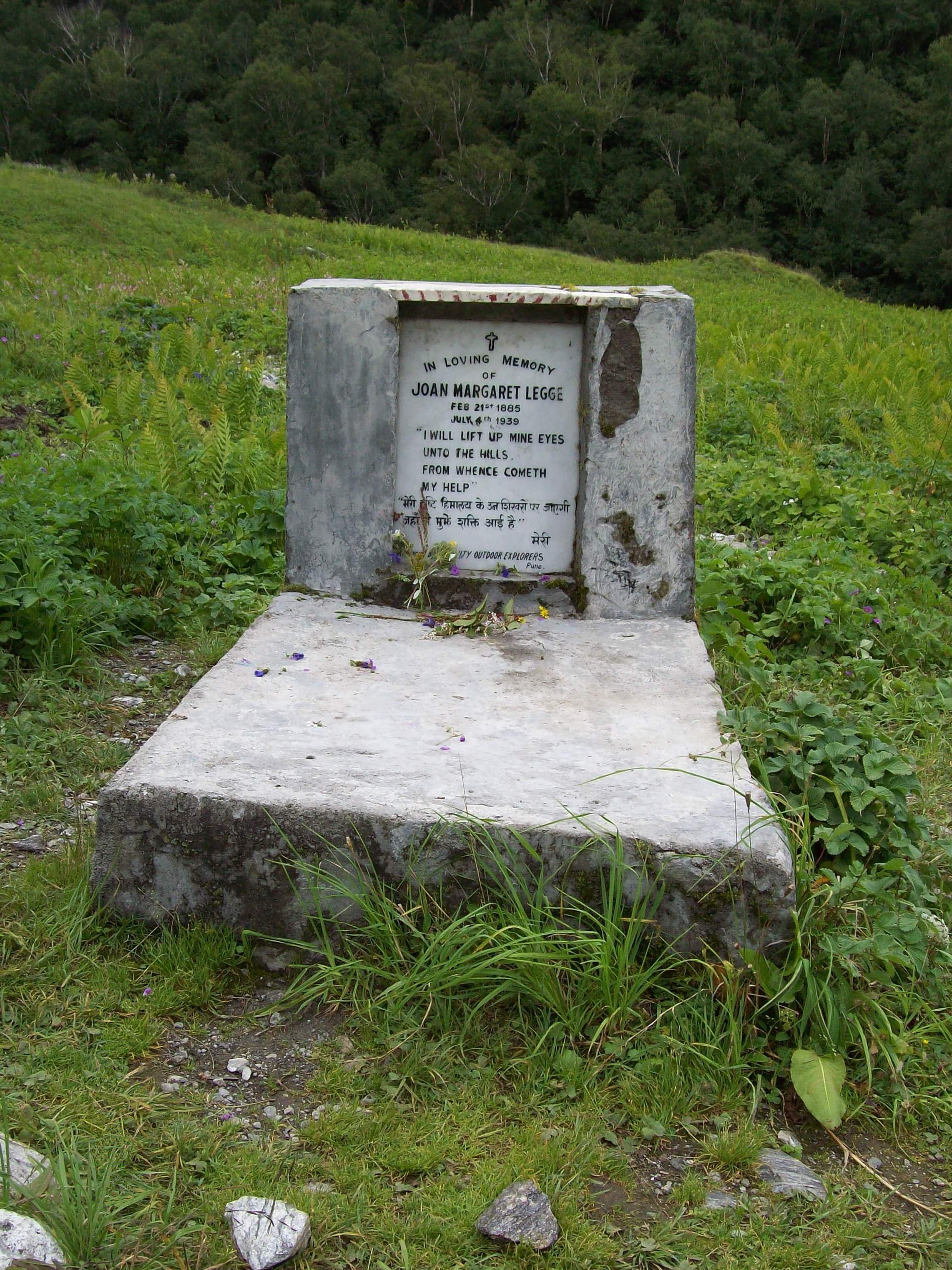
La lápida de la botánica inglesa Lady Joan Margaret Legge en el Valle de las Flores en el Himalaya, citando el primer versículo del Salmo 121

### Versión Reina-Valera
1. Alzaré mis ojos a los montes, ¿de dónde vendrá mi socorro?
2. Mi socorro viene del Señor, que hizo los cielos y la tierra.
3. No permitirá que tu pie resbale; el que te guarda no dormirá.
4. He aquí, el que guarda a Israel no dormirá ni dormitará.
5. Jehová es tu guardador; el Señor es tu sombra a tu mano derecha.
6. El sol no te fatigará de día, ni la luna de noche.
7. El Señor te guardará de todo mal; él guardará tu alma.
8. El Señor guardará tu salida y tu entrada desde ahora y para siempre.

La siguiente tabla muestra el texto en hebreo del Salmo con vocales, junto con el texto en griego koiné de la Septuaginta y la traducción al español de la Biblia del Rey Jacobo. Tenga en cuenta que el significado puede diferir ligeramente entre estas versiones, ya que la Septuaginta y el texto masorético provienen de tradiciones textuales diferentes. En la Septuaginta, este salmo está numerado como Salmo 120.
| # | Hebreo                                      | Español                                                                              | Griego                                                                            |
| - | ------------------------------------------- | ------------------------------------------------------------------------------------ | --------------------------------------------------------------------------------- |
| 1 | שִׁ֗יר לַֽמַּ֫עֲל֥וֹת אֶשָּׂ֣א עֵ֭ינַי אֶל־הֶהָרִ֑ים מֵ֝אַ֗יִן יָבֹ֥א עֶזְרִֽי׃ | (Un Cánticos de Ascensión.) Alzaré mis ojos a los montes, de donde viene mi socorro. | ᾿ῼδὴ τῶν ἀναβαθμῶν. - ΗΡΑ τοὺς ὀφθαλμούς μου εἰς τὰ ὄρη, ὅθεν ἥξει ἡ βοήθειά μου. |
| 2 | עֶ֭זְרִי מֵעִ֣ם יְהֹוָ֑ה עֹ֝שֵׂ֗ה שָׁמַ֥יִם וָאָֽרֶץ׃                | Mi ayuda viene del Señor, que hizo el cielo y la tierra.                             | ἡ βοήθειά μου παρὰ Κυρίου τοῦ ποιήσαντος τὸν οὐρανὸν καὶ τὴν γῆν.                 |
| 3 | אַל־יִתֵּ֣ן לַמּ֣וֹט רַגְלֶ֑ךָ אַל־יָ֝נ֗וּם שֹׁמְרֶֽךָ׃              | No dejará que tu pie sea movido; el que te guarda no dormirá.                        | μὴ δῴης εἰς σάλον τὸν πόδα σου, μηδὲ νυστάξῃ ὁ φυλάσσων σε.                       |
| 4 | הִנֵּ֣ה לֹֽא־יָ֭נוּם וְלֹ֣א יִישָׁ֑ן שׁ֝וֹמֵ֗ר יִשְׂרָאֵֽל׃            | He aquí, el que guarda a Israel no dormirá ni dormitará.                             | ἰδοὺ οὐ νυστάξει οὐδὲ ὑπνώσει ὁ φυλάσσων τὸν ᾿Ισραήλ.                             |
| 5 | יְהֹוָ֥ה שֹׁמְרֶ֑ךָ יְהֹוָ֥ה צִ֝לְּךָ֗ עַל־יַ֥ד יְמִינֶֽךָ׃             | El Señor es tu guardián; el Señor es tu sombra a tu derecha.                         | Κύριος φυλάξει σε, Κύριος σκέπη σοι ἐπὶ χεῖρα δεξιάν σου·                         |
| 6 | יוֹמָ֗ם הַשֶּׁ֥מֶשׁ לֹֽא־יַכֶּ֗כָּה וְיָרֵ֥חַ בַּלָּֽיְלָה׃               | El sol no te golpeará durante el día, ni la luna durante la noche.                   | ἡμέρας ὁ ἥλιος οὐ συγκαύσει σε, οὐδὲ ἡ σελήνη τὴν νύκτα.                          |
| 7 | יְֽהֹוָ֗ה יִשְׁמׇרְךָ֥ מִכׇּל־רָ֑ע יִ֝שְׁמֹ֗ר אֶת־נַפְשֶֽׁךָ׃             | El Señor te preservará de todo mal; él preservará tu alma.                           | Κύριος φυλάξει σε ἀπὸ παντὸς κακοῦ, φυλάξει τὴν ψυχήν σου ὁ Κύριος.               |
| 8 | יְֽהֹוָ֗ה יִשְׁמׇר־צֵאתְךָ֥ וּבוֹאֶ֑ךָ מֵ֝עַתָּ֗ה וְעַד־עוֹלָֽם׃         | El Señor preservará tu salida y tu entrada desde ahora y para siempre.               | Κύριος φυλάξει τὴν εἴσοδόν σου καὶ τὴν ἔξοδόν σου ἀπὸ τοῦ νῦν καὶ ἕως τοῦ αἰῶνος. |

## Comentarios

### De la Iglesia católica

#### A todo el salmo
En el salmo anterior, el salmista expresaba su aflicción por estar lejos de Jerusalén y relataba cómo Dios había escuchado su súplica. Ahora, al emprender el viaje hacia la ciudad santa, manifiesta su confianza en el Señor como su protector. Este salmo, parte del conjunto de los «cánticos de las subidas», refleja una fe firme y serena al ponerse en camino. El salmo inicia con una declaración personal de confianza en Dios, creador del universo (vv. 1-2), y continúa afirmando que el Señor, guardián de Israel, cuida también del salmista durante su trayecto (vv. 3-8). Esta actitud de confianza en la protección divina es plenamente asumible por el cristiano, pues Jesús mismo invita a confiar en la providencia del Padre, recordando que hasta los cabellos de nuestra cabeza están contados (Mt 10,30).

#### A los versículos 1-2
La referencia a «los montes» puede interpretarse de dos maneras: como una alusión a los altos donde se encontraban los santuarios paganos, vistos como una posible amenaza, o como un plural enfático que alude al monte Sión, morada del Señor. Ante la visión de estos montes, el salmista entabla un diálogo interior, planteándose una pregunta cuya respuesta brota de su fe en el Dios de Israel, creador del cielo y de la tierra.

#### A los versículos 3-8
La constante repetición de los términos «guardián» y «guarda» subraya la protección activa del Señor. Estas afirmaciones pueden entenderse como una respuesta litúrgica, posiblemente de un sacerdote a la pregunta del v. 1, o como una reafirmación de fe del propio salmista. La confianza del orante en Dios como su protector se apoya en la fidelidad mostrada por el Señor a lo largo de la historia de Israel (vv. 3-4). La imagen de Dios como sombra protectora evoca su cuidado frente a los peligros físicos y espirituales: así como una sombra resguarda del sol ardiente, el Señor protege también de la influencia dañina atribuida a la luna. Esta protección divina se extiende a todas las dimensiones de la vida humana, resumidas en la expresión «tus salidas y entradas». Desde la perspectiva cristiana, San Pablo reafirma esta certeza al escribir que «el Señor es fiel: Él los fortalecerá y los protegerá del Maligno» (2 Ts 3,3). San Agustín, al comentar este pasaje, profundiza en la seguridad que nace de saberse guardado por Dios:

Aun aquí, rodeados de peligros y de tentaciones, no dejemos por eso de cantar todos el Aleluya. Fiel es Dios —dice el Apóstol—, y no permitirá Él que la prueba supere vuestras fuerzas. Por esto, cantemos también aquí el Aleluya. El hombre es todavía pecador, pero Dios es fiel. No dice: “Y no permitirá que seáis probados”, sino: No permitirá que la prueba supere vuestras fuerzas. No, para que sea posible resistir, con la prueba dará también la salida. Has entrado en la tentación, pero Dios hará que salgas de ella indemne; así, a la manera de una vasija de barro, serás modelado con la predicación y cocido en el fuego de la tribulación. Cuando entres en la tentación, confía que saldrás de ella, porque fiel es Dios: El Señor guarda tus entradas y salidas.

El sentimiento de la protección de Dios fue muy real para muchos santos. Santa Teresa de Jesús afirmaba: «Nada te turbe, nada te espante… quien a Dios tiene nada le falta». Juan Bosco repetía: «Dios lo ve todo, Dios lo sabe todo, Dios lo puede todo». Francisco de Asís confiaba plenamente en la providencia divina, viviendo en total pobreza sin preocuparse por el mañana. Para ellos, la certeza de que Dios los cuidaba era fuente de paz y fortaleza en medio de cualquier dificultad.

Nuestro Dios no nos pierde de vista, como una madre que está vigilando al hijito que da los primeros pasos. (…) Cuán consolado queda un cristiano, al pensar que Dios le ve, que es testigo de sus penalidades y de sus combates, que tiene a Dios de su parte.

## Usos

### Uso original
Perteneciente a los Cánticos de Ascensión, este salmo puede haber sido cantado por los levitas en el Templo de Jerusalén. También es posible que lo cantaran los peregrinos en su camino a Jerusalén. Al comienzo de la peregrinación, en la región montañosa de las Colinas de Judea, el peregrino reconoce que el Señor es quien puede darle la ayuda que necesita. El que confía en el Señor está seguro de que Él le brindará protección día y noche. El diálogo del salmo pasa de la primera a la segunda persona en el versículo 3, e incluso toma la forma de una bendición en los versículos 7 y 8. Esto concluirá la oración de diferentes cantantes con la perspectiva del cambio.

### Judaísmo
- Se recita en algunas comunidades después de Minjá entre Sucot y Shabat Hagadol.[9]
- El versículo 4 forma parte de las oraciones del Shemá Israel.[10]
- El versículo 7 forma parte de la bendición dada por el Cohen en una ceremonia del rescate del recién nacido.[11]
- El versículo 8 forma parte de las oraciones del Shemá de la hora de acostarse.[12]

### Iglesia Ortodoxa Copta
En el Agpeya, el Libro de Horas, de la Iglesia Copta, este salmo se reza en el oficio de Vísperas y la segunda vigilia de la oficio de medianoche. También está en la oración del Velo, que generalmente solo rezan los monjes.

### Cristianismo protestante
El Salmo 121 tiene el latín íncipit, Levavi oculus. En el Libro de Oración Común anglicano, se prescribe su uso el día 27 de cada mes, en la Oración matutina.  El primer versículo se cita con frecuencia en monumentos y memoriales que conmemoran a aquellos inspirados por montañas o colinas. Un ejemplo muy conocido es una vidriera de la iglesia de San Olaf, en Wasdale, en el Parque Nacional del Distrito de los Lagos, en Inglaterra, que cita el Salmo 121 en memoria de los miembros del Fell & Rock Climbing Club que murieron en la Primera Guerra Mundial.
Charles Spurgeon lo llamó «una canción de soldados y un himno de viajeros».  David Livingstone leyó el Salmo con su familia en el muelle cuando partió hacia África. En The Living Bible, el escritor Kenneth N. Taylor lee el versículo inicial de una manera ligeramente diferente a la mayoría de las traducciones: «¿Acudiré a los dioses de la montaña en busca de ayuda? 2 ¡No! ¡Mi ayuda viene de Jehová, que hizo las montañas!».

### Iglesia católica
Alrededor del año 530, San Benedicto de Nursia eligió este salmo para el tercer oficio de la semana, concretamente de martes a sábado entre el Salmo 120 (119) y el Salmo 122 (121). Asignando el Salmo 119 (118), que es más largo, a los servicios del domingo y el lunes, estructuró los oficios de la semana con los siguientes nueve salmos.  En la Liturgia de las Horas de hoy, se recita el Salmo 121 en las Vísperas del viernes de la segunda semana. En la liturgia de la Palabra, tuvo lugar el 29.º domingo del Tiempo Ordinario, año C. Es durante este período cuando la Iglesia reza por los refugiados. 

## Ajustes musicales

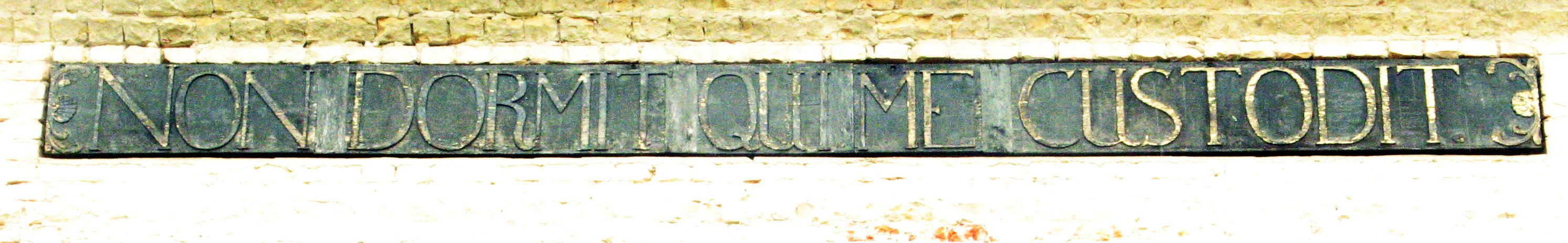
Inscripción en latín del Salmo 121 en el frontón de la Casa solariega de Dannenwalde, Alemania

Los ajustes musicales para el texto en latín han sido compuestos por Orlando di Lasso, Hans Leo Hassler, y Herbert Howells entre otros.
Entre los arreglos compuestos para el texto inglés se encuentran John Clarke-Whitfeld, Charles Villiers Stanford, Henry Walford Davies, Mildred Barnes Royse, y Imant Raminsh.
Heinrich Schütz creó una versión en alemán para cuatro voces y bajo continuo, SWV 31. También escribió una paráfrasis métrica del salmo en alemán, «Ich heb mein Augen sehnlich auf», SWV 122, para el Salterio de Becker, publicado por primera vez en 1628.
Felix Mendelssohn compuso el famoso «Hebe deine Augen auf» como un trío de su oratorio «Elijah», Op. 70, en 1846. Antonín Dvořák puso música a los versículos 1-4 en checo en sus «Canciones bíblicas», publicadas en 1894.
Zoltán Kodály compuso su Geneva Ps CXXI para coro mixto a capela), poniendo el salmo en húngaro.
La versión de William McKie se cantó en la boda de la princesa Margarita en 1960 y en el funeral de la reina Isabel, la reina madre en 2002. 
Alan Hovhaness puso música al salmo en 1967 para su cantata «I Will Lift Up Mine Eyes».
Leonard Bernstein utilizó el salmo en su Misa en el segundo movimiento en 1971.
El cantautor jasídico israelí Yosef Karduner compuso una popular versión hebrea del Salmo 121, Shir LaMa'alot (2000), que ha sido versionada por muchos artistas israelíes, incluyendo a Omer Adam, Ninet Tayeb, Mosh Ben-Ari, la Banda Shalva, entre otros. Es un elemento básico entre los grupos juveniles de las sinagogas en Israel y Canadá.
La banda sonora de Christopher Tin para los Grammy nominada a los Grammy para el videojuego de 2021 Old World contiene una versión del salmo en árabe.

## Influencia
El lema de la Universidad de Calgary, «Mo shùile togam suas» (Gaélico escocés; en español: «Alzaré mis ojos»), se deriva del Salmo 121, como es el lema de la Universidad de Carolina del Norte en Asheville, «Levo oculos meos in montes».
En su editorial «Close Ranks» de la época de la Primera Guerra Mundial, W. E. B. Du Bois escribió: «No hacemos un sacrificio ordinario, sino que lo hacemos con alegría y de buena gana, con la mirada puesta en las colinas».
Varios poetas israelíes contemporáneos, como Leah Goldberg y Haim Gouri, escribieron poemas que llevan el nombre de las primeras palabras del salmo («Alzaré mis ojos a las montañas») o una variación de ellas.
El colegio de gramática mixto Yarra Valley Grammar, situado en Ringwood, un suburbio de Melbourne (Australia), utiliza el lema «Levavi Oculos».